# Oscar Lindström (militär)
Oscar Sigfrid Lindström, född den 15 februari 1867 i Stockholm, död där den 13 november 1941, var en svensk officer. Han var far till Stig Lindström och svärfar till Olof Alsén.
Lindström blev underlöjtnant vid Svea artilleriregemente 1890, vid Svea trängbataljon 1891, löjtnant där 1893 och kapten där 1904. Han blev överstelöjtnant 1918 och var chef för Västmanlands trängkår 1917–1918 samt för Svea trängkår 1919–1922. Lindström blev riddare av Svärdsorden 1910 och av Vasaorden 1916. Han är begravd på Norra begravningsplatsen utanför Stockholm.